# المحكمة الإدارية العليا (تونس)
المحكمة الإدارية في تونس، هي مؤسسة دستورية قضائية تم إحداثها بالفصل 69 من دستور تونس 1959، الذي نص على أن مجلس الدولة يتكون من المحكمة الإدارية ودائرة المحاسبات، وقد تم إنشاء المحكمة الإدارية سنة 1972، وجرى تنظيمها بمقتضى القانون الأساسي عدد 40 لسنة 1972 المؤرخ في 1 أغسطس 1972، والذي تم إتمامه وتنقيحه بالنصوص اللاحقة، وجعلها الفصل 113 من دستور تونس 2014 مستقلة ضمن «القضاء الإداري» وأصبحت تسمى المحكمة الإدارية العليا.

## التنظيم
يرأس المحكمة الإدارية رئيس أول وتتشكل، بالإضافة إلى مندوبي الدولة ومندوبي الدولة العامين، من الدوائر التالية:
- ثلاث دوائر تعقيبية.
- دائرتان استشاريتان.
- خمس دوائر استئنافية.
- سبع دوائر ابتدائية.
- قسمان استشاريان.
- جلسة عامة.

الغرف الابتدائية والاستئنافية تستقبل أساسا طعونا لأحكام صادرة عن السلطات الإدارية، لضمان الامتثال للقوانين واللوائح الجارية لاحترام القانون، وطعونا في المسؤولية الإدارية، وكذلك طعونا متعلقة بالعقود الإدارية. غرف التعقيب والجلسة العامة تقرر أساسا في الطعون بالنقض المرفوعة ضد الأحكام الصادرة في التعويض والضرائب والتراتيب والانتخابات، وتنظر أيضا في الطعون الصادرة ضد قرارات اللجان البنكية والمصرفية ومجلس المنافسة.

## الصلاحيات
طالما لعبت المحكمة الإدارية دورا استشاريا حول مشاريع المراسيم ذات الطابع التنظيمي، ويمكنها كذلك تقديم رأيها حول أي موضوع تقدمه لها الحكومة. فيما يخص تحديد نطاق القوانين والأنظمة، تصدر المحكمة الإدارية موافقتها.

ولكن منذ الإصلاح الدستوري في 2002، لم تعد المحكمة تستشار في رأيها فيما يخص القوانين والأنظمة، وهو الشيء الذي أصبح من صلاحيات المجلس الدستوري.

## الأعضاء
تتكون المحكمة الإدارية العليا من 61 عضوا، ويترأسها الرئيس الأول الذي يتم تعيينه من قبل رئيس الحكومة التونسية.

### الرؤساء
- ؟ - 1990: رشيد الصباغ.[1]
- 15 سبتمبر 2011 - 2014: روضة المشيشي.[2]
- 17 مارس 2014 - 2016: محمد فوزي بن حماد.[3]
- 1 أبريل 2016 - الآن: عبد السلام مهدي قريصيعة.[4]

## المقر

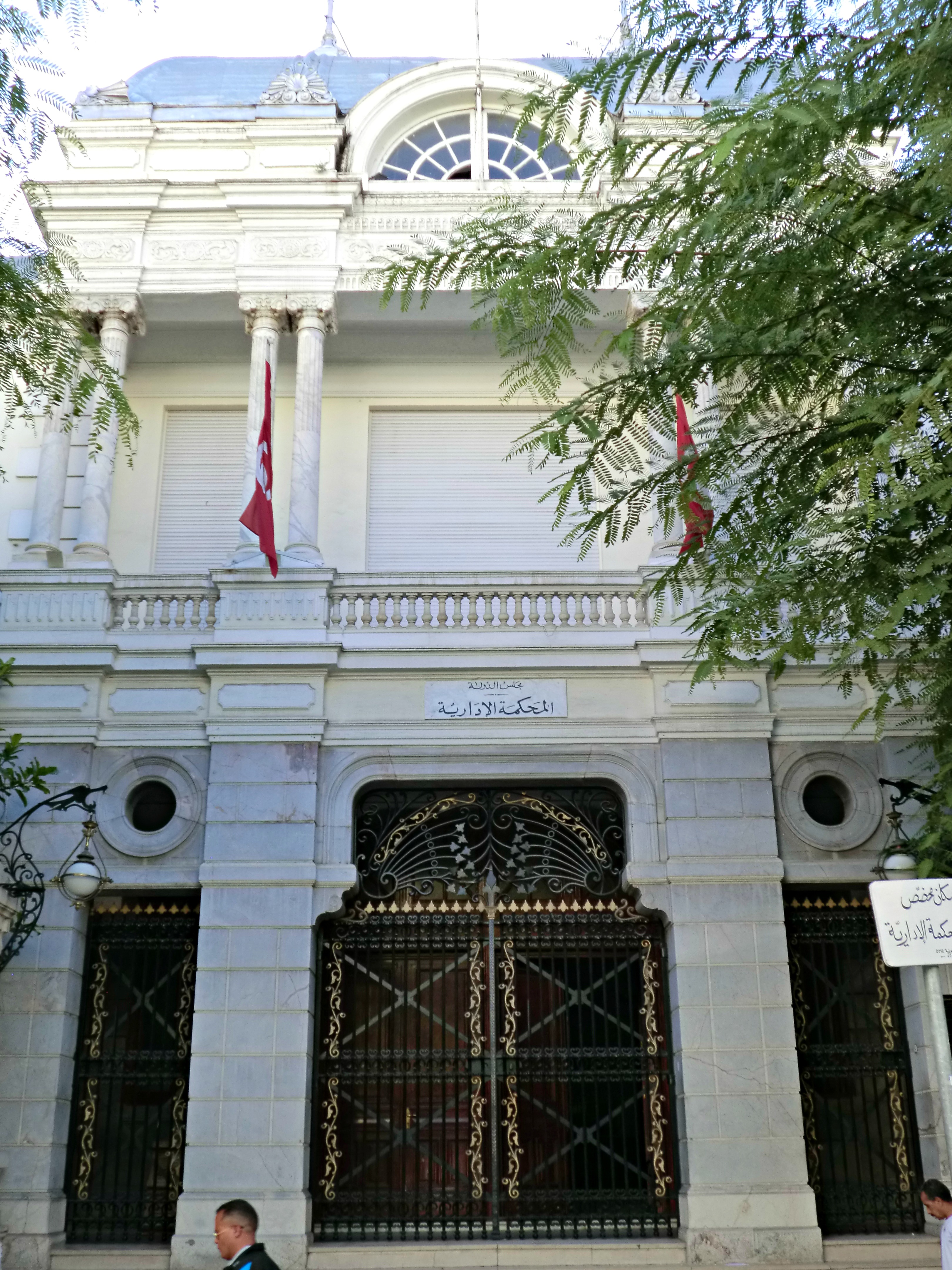
المقر القديم للمحكمة الإدارية.

بين 1972 و1993، كان المقر القديم للمحكمة الإدارية يقع في 10 نهج روما في تونس العاصمة. ثم منذ 1993، أصبح مقرها في 25 شارع الجمهورية في قرطاج.

## مقالات ذات صلة
- المقر القديم للمحكمة الإدارية (تونس)

## روابط خارجية
- قانون عدد 40 لسنة 1972 مؤرخ في غرة جوان 1972 يتعلق بالمحكمة الإدارية، بوابة-التشريع.تونس.